# Poliopastea vittata
Poliopastea vittata là một loài bướm đêm thuộc phân họ Arctiinae, họ Erebidae.